# Kandace Krueger
Kandace Gayle Krueger Matthews (27 de mayo de 1976) es una modelo y ex Miss USA. Ella nació y creció en Austin, Texas.

## Biografía

### Certámenes

#### Miss Texas USA
Krueger empezó a competir en Miss Texas USA a la edad de 18 años, quedando en el top cinco. Ella ganó su primer título local, Miss Williamson County USA, en 1999 y su segundo, Miss Austin USA, en 2000.  Krueger compitió en el certamen Miss Texas USA numerosas veces en los años 1990s sin éxito, aunque llegó cerca al quedar en el top 12 en 1999 en el certamen Miss Texas USA 2000.  En 2000, ella quedó en las semifinalistas, hasta finalmente en el 2001, ganó el Miss Texas USA.

#### Miss USA
Krueger representó a Texas en el certamen de Miss USA 2001 emitido en vivo desde Gary, Indiana en marzo de 2001.  Ella quedó en las semifinalistas, convirtiéndola en la primera texana en entrar al top 10 en dos años, quedando en segundo lugar en traje de baño (9.38) y cuarto en traje de noche (9.29).  Ella quedó en el top cinco quedando en segundo lugar en puntuación, llegando a un promedio de 9.33. Después de la ronda de la entrevista, ella quedó en segundo lugar, pero ganó el certamen.  Krueger fue la octava Miss USA de Texas, desde que la texana Chelsi Smith lo hiciera en 1995.

#### Miss Universo
Como Miss USA, Krueger ganó el derecho de representar a los Estados Unidos en Miss Universo 2001 celebrado en Bayamón, Puerto Rico, donde quedó como 2.ª finalista, detrás de la Miss Universo 2001 Denise Quiñones de Puerto Rico y Evelina Papantoniou de Grecia. Ella quedó en tercer lugar en traje de baño (9.37) y cuarto en traje de noche (9.45).